# مدرسة ريس
مدرسة ريس، هي مفهوم نظرية الفيلم بالنسبة إلى تعاليم المخرج البرتغالي أنطونيو ريس، لعمله، مع زوجته مارجريدا كورديرو، وإلى أعمال المخرجين المتأثرين بأعمالهم، إنها تورية على لقب أنطونيو ريس، لأن كلمة ريس (المفرد: ري) بالبرتغالية تعني أيضًا "الملوك".

## أصل المصطلح
مصطلح مدرسة ريس صاغه مؤرخ الفيلم هادن جيست، مدير أرشيف هارفارد السينمائي، عند الإشارة إلى التأثير الذي تمارسه مدرسة الفكر للمخرج البرتغالي أنطونيو ريس من خلال تعليمه في فصوله كأستاذ في المدرسة الوطنية البرتغالية للأفلام، من 1977 إلى 1991، على مدى أجيال من المخرجين البرتغاليين المستقبليين الذين تعلموا تحت إشراف ريس.
أحيانًا ما يتم استخدام مصطلح ريسيان بطريقة مماثلة لمصطلح فورديان أو تاركوفسكيان، بالنسبة لأسلوب كل من المخرج الأمريكي جون فورد أو المخرج الروسي أندريه تاركوفسكي.
تعاليم أنطونيو ريس
قام أنطونيو ريس بتدريس دروس في المدرسة البرتغالية الوطنية للسينما، مثل فضاء فيلميك، في عام 1977، ولاحقًا في تحليل الأفلام، وتاريخ الصورة، وإخراج الممثلين ومقدمة لدراسة الصورة.
كانت إحدى خصائص طريقته في التدريس أنها كانت شفهية بشكل حصري، حيث يوجد عدد قليل جدًا من المواد المكتوبة التي تحتفظ بنظريته، في ما يمكن اعتباره انعكاسًا لمعتقدات أنطونيو ريس في التقليد الشفوي القديم.
كان أحد أكثر الجوانب التي يمكن التعرف عليها في جماليات أنطونيو ريس هو هيكله للوحدة السينمائية حول استكشاف حدود إمكانيات قطع المطابقة إنتاج القوافي المرئية والجمعيات والمعاني المبسطة، والتي يمكن تحديدها بوضوح في الأعمال المشابهة له، خايمي أو تراس أوس مونتيس.
التأثير وورثة مدرسة ريس
كان لأعمال أنطونيو ريس تأثير كبير على ممارسات معاصريه مثل مانويل دي أوليفيرا، الذي ساعده ريس في فيلمه الثاني، طقوس الربيع، في عام 1963؛ باولو روشا، بعد أن كتب ريس السيناريو لميزته "تغيير الحياة"؛ أو جواو سيزار مونتيرو، الذي كانت اقتباساته عن ريس واضحة في أفلام مثل "ذكريات البيت الأصفر" أو "كوميديا الهية" أو "سيلفستر".
ومع ذلك، يشير دينيس ليم في مقالته لمجلة ارتفورم، إلى أنه "بالنسبة لصانعي الأفلام البرتغاليين البارزين اليوم، لم يكن هناك شخصية واحدة أكثر تأثيرًا من أنطونيو ريس."" من خلال تعاليمه، كان لريس تأثير كبير في عمل صانعي الأفلام اللاحقين الذين كان أستاذًا لهم ، مثل يواكيم سابينيو وفيتور غونسالفيس وبيدرو كوستا ومانويلا فيجاس وجواو بيدرو رودريغيز، بعضهم مثل سابينيو أو غونسالفيس أوفيغاس، أصبحوا اليوم أساتذة في المدرسة العليا للمسرح والسينما، الاسم الحالي لمدرسة السينما البرتغالية الوطنية السابقة.

## برنامج الفيلم
تم عرض برنامج الفيلم المعروف بمدرسة ريس: أفلام وإرث أنطونيو ريس ومارجريدا كورديرو، برعاية الباحث السينمائي هادن جيست، لأول مرة في أرشيف أفلام هارفارد في مايو 2012، تلاه حضور في فيلم مختارات المحفوظات في يونيو 2012  وفي أرشيف جامعة كاليفورنيا للسينما والتلفزيون في يوليو 2012، كان أول معرض استعادي كامل لأعمال أنطونيو ريس ومارجريدا كورديرو خارج موطنهما البرتغال، ويتألف من أحد عشر فيلمًا:
خايمي إخراج أنطونيو ريس
خلف التلال من إخراج أنطونيو ريس ومارجريدا كورديرو
آنا من إخراج أنطونيو ريس ومارجريدا كورديرو
وردة الرمال من إخراج أنطونيو ريس ومارجريدا كورديرو
طقوس الربيع للمخرج مانويل دي أوليفيرا
تغيير الحياة من إخراج باولو روشا
الراعي إخراج جواو بيدرو رودريغيز
جانب من القيامة من إخراج يواكيم سابينيو
الدم من إخراج بيدرو كوستا
غلوريا من إخراج مانويلا فيجاس
فتاة في الصيف من إخراج فيتور غونسالفيس

## أنظر أيضا
سينما البرتغال
دراسات الافلام
فلسفة الفيلم

## روابط خارجية
- تحت تأثير مقال في مجلة Artforum لدينيس ليم حول مدرسة ريس
- غابي كلينغر في مصدر الصورة المتحركةobjects-20110503 Gabe Klinger's article كائنات مزعجة [http://hcl.harvard.edu/hfa/films/2012aprjun/reis.html مدرسة ريس صفحة على موقع أرشيف أفلام هارفارد نسخة محفوظة 2 أكتوبر 2012 على موقع واي باك مشين.
- مدرسة ريس صفحة في موقع أرشيف مختارات فيلم
- مدرسة ريس صفحة في موقع أرشيف جامعة كاليفورنيا للسينما والتلفزيون
- مدرسة ريس الصفحة في مصدر الصورة المتحركة
- مدرسة ريس في نيويورك تايمز
- مدرسة ريس في تايم آوت نيويورك